# Onthophagus synceri
Onthophagus synceri là một loài bọ cánh cứng trong họ Bọ hung (Scarabaeidae).